# 111-й Нью-Йоркский пехотный полк
111-й Нью-Йоркский добровольческий пехотный полк (англ. 111th New York Volunteer Infantry Regiment) — один из пехотных полков армии Союза во время Гражданской войны в США. Полк был сформирован в августе 1862 года и направлен в Харперс-Ферри, где принял участие в сражении при Харперс-Ферри. После капитуляции гарнизона был условно освобождён. После полного освобождения был зачислен в III корпус Потомакской армии и прошёл все сражения 1863 года на востоке, после чего переведён во II корпус и в его составе сражался до конца войны.

## Формирование
19 июля 1862 года Джессе Сегоин, бригадный генерал нью-йоркского ополчения, был уполномочен военным департаментом набрать полк в округах Каюга и Уэйн. Полк был набран в Оберне и там был 20 августа принят на службу в федеральную армию сроком на три года. Роты полка были набраны: Рота А в Мэрионе, Пальмире, Онтарио и Уолворте, Рота В в Клайде и Саванне, Рота С в Оберне, Пальмире, Роуз-Велли, Виктори, Монтесуме, Саммер-Хилл и Стерлинге, Рота D в Лионса, Содусе, Галене и Уильямсона, Рота E в Аркадии, Содусе, Уильямсоне, Мэрионе и Пальмире, Рота F в Порте-Байрон, Оберне и Уидспорте, Роте G в Оберне и Дженоа, Рота Н в Оберне, Като, Ире, Конквесте и Стерлинге, Рота I в Моравии, Венисе, Локе, Ледьярде, Нильсе, Семпрониусе и Сципио, Рота К в Юнион-Спрингс, Спрингпорте, Дженоа, Ауроре, Моравии, Сципио и Ледьярде.